# Arthur Googy
Arthur Googy (nacido como Joseph McGuckin en 1961) fue el baterista de The Misfits desde abril de 1980 hasta abril de 1982. Fue el tercer baterista de la banda y estuvo presente durante las sesiones de Master Sound Production que finalizaron con la realización del álbum Walk Among Us. También participó en las grabaciones del álbum no oficial 12 Hits From Hell.

## Discografía

### Con The Misfits
- 3 Hits From Hell (1981) - 7" EP
- "Halloween" (1981) - 7" single
- Walk Among Us (1982) - LP
- 12 Hits From Hell (1997) - LP
- Evilive  (1982)
- Collection I
- Collection II
- Legacy of Brutality (En las pistas 9, 12 y 13)  (1985)
- Earth A.D.   (En la pista 11)(1983)

### Con Antidote
- Thou Shalt Not Kill (1983) - 7" EP
- The A7 And Beyond   (1984)

- Datos: Q1165503